# Laserska hirurgija
Laserska hirurgija  je oblast hirurguje koja za operativne zahvate koristi snagu rezanja laserskog snopa, kako bi na beskrvan način u tkivu ili nekom organu uklonila površinske lezije kao što su npr tumori kože. Postoji veliki broj različitih tipova lasera koji se međusobno razlikuju; prema vrsti talasne dužine emitovanih svetlosnih talasa, snage i sposobnosti laserskog zraka da zgrušaju, iseku ili ispare tkiva.

## Osnovne informacije
Laseri
Laser su uređaji koji emituju monohromatsku i koherentnu (od talasa koji su međusobno u fazi) svetlost, samo jedne talasne dužine (boje) usmerenu u uskom snopu i istom smeru. Koristeći se ovim karakteristikama svetlosti laseri emituju struju mnogobrojnih fotona,koji  mogu prenositi veliku količinu energije, koja se može koristiti u nekim medicinskim postupcima, najčešće pretvaranjem laserskog zraka u toplinsku energiju.
Laserska operacija
Laserska operacija je vrsta operativnog zahvata koja za rezanje tkiva, uklanjanje patoloških promena, zaustavljanje krvarenja, uklanjanje bora, sunčevih pega, tetovaža, mladeža itd, umesto klasičnog hirurškog noža (skalpela) koristi lasersku svetlost.
Kada se koristi laser, snop svetlosti je fokusiran na veoma mali prostor u kome se ćelija zagreva u tretiranoj oblasti, pri čemu se ne oštećuju okolna tkiva, jer on reže na principu rastvaranja molekularnih veza u tkivu kada se pravilno podesi. 
Metode laserske hirurgije
- direktno uklanjanje supstance (ablacija),
- koagulacija,
- zavarivanje (povezivanje) tkiva,
- drobljenje (koristeći udarni talas) tkiva.

Tipovi lasera
Postoji nekoliko tipova lasera, zavisno od specifikacije i aplikacije. Među najčešće korišćenim laserima u zavisnosti od  supstancom koja pobuđuje lasersko zračenje, jesu — laseri pulsirajućih boja, YAG laser, CO2 (ugljen-dioksidni) laser, argonski laser, excimer-laser, KTP-laser i diodni laser.

## Karakteristike laserskog zračenja
Lasersko zračenje je vrlo brzo našlo široku primenu u laserskoj medicini zbog sledećih karakteristika:
- Usmeravanje, monohromatizam, koherentnost, mogučnost određivanja lokalizacije energije
- Širok spektar postojećih lasera (ovo je posebno važno u slučaju kada je apsorpcija rezonantna),
- Mogućnost kontrolisanja trajanja izloženosti u širokom opsegu (postojeći laseri obezbeđuju trajanje izloženosti u opsegu od milisekundne do kontinuiranog izlaganja),
- Mogućnost glatke promene u širokom opsegu intenziteta izlaganja,
- Mogućnost promene frekventnih karakteristika izloženosti,
- Široke mogućnosti optičke kontrole procesa, uključujući i mogućnost organizovanja povratnih informacija,
- Širok spektar mehanizama delovanja: termalne, fotohemijske, čisto biofizičke, hemijske,
- Jednostavnost isporuke zračenja,
- Mogućnost beskontaktnog izlaganja, što osigurava sterilnost,
- Mogućnost sprovođenja bezkrvnih operacija primenom toplote, odnosno koagulacionim dejstvom zračenja.[3]

Dakle, laser je izuzetno precizan, svestran i jednostavan snop setlosti za upotrebu koji ima veliki potencijal za pimenu u medicinske svrhe u budućnosti.

## Vrste lasera

### Gasni laseri
Karbon dioksidni laser
Iako je konstruisan 1964. godine, ovaj laser i dalje je jedan od najčešće korišćenih medicinskih lasera. Sadrži smešu helijuma (60–80%), azota (%25%) i CO2 (%5%). Gas se pobuđuje bilo sa električnim ili istosmernim pražnjenjem ili sa radio frekventnim (RF) poljem. On se razlaže na CO i O2 i obično se dopunjuje kontinuiranim tokom, ili se proizvodima za gas dopušta rekombinacija u zatvorenim epruvetama. 
Karbon dioksidni laseri mogu biti napravljeni sa emisijom do nekoliko kilovata, ali je 10-20 V dovoljan za većinu hirurških procedura. Talasna dužina je 10.6 µm, a snop je visokog kvaliteta u odnosu na monohromatičnost i kolimaciju. Oni rade u CV ili pulsnom režimu, u zavisnosti od primene. 
Radijacija ovog lasera se ne može prenositi kroz standardna optička vlakna od silicijum dioksida. Međutim, sistem ogledala, šupljih valovoda ili vlakana od metalnih halogenida, npr. talijum bromid. 
Ima veliku efikasnost: 10–15% ulazne snage se pretvara u lasersku emisiju. 
Pošto je infracrveno zračenje na 10.6µm nevidljivo, HeNe laseri se koriste za generisanje cilindričnih greda. Dubina prodiranja u vodu je oko 10µm, a dubine prodiranja u tkiva uglavnom zavise od sadržaja vode.
Ovaj tiplaser se koristi za brojne hirurške, oftalmološke i kozmetičke aplikacije.
Karbon monoksidni laser
Karbon monoksidni laser(CO) radi u CV režimu i ima emisione linije između 5 i 6 µm. Svetlost u ovom dužem regionu snažno se apsorbuje u tkivima, a laser se koristi za termičko zavarivanje krvnih sudova. .
Argonski i kriptonski laser
Za razliku od karbon oksidnog lasera, gasovi u ovim laserima moraju biti jonizovan zbog električnog pražnjenja. Oni nisu veoma efikasni i veliki deo ulazne energije se gubi kao toplota, koja zahteva efikasne sisteme hlađenja. Ar-jonski laser ima svoj glavne izlazne linije na 488 i na 514.5 nm, dok su glavne linije
kriptonskog lasera na 530.9, 568.2 i 676.4 nm.
Dok argonski jonski laser može dati izlaz veći od 20 V, izlaz na svakoj od linija kriptona je manji od 10 V. Emisija iz ovih lasera je uglavnom u vidljivom opsegu, može biti preneta kroz optička vlakna a apsorbuju  je brojne tkivne hromofore. Značajno je da, hemoglobin snaćno apsorbuje argon. Zbog toga, laser ima odličnu koagulaciona svojstva i može se koristiti za isparavanje pigmentiranih lezije na koži, endometrijumu i mrežnjači..
Helijum-neonski laser
Osnovni sastojci ovog lasera su helijum i neon. On radi u neprekidnom režimu i ima prosečnu snagu od nekoliko milivata. Laser se može napraviti tako da  emituje  na različitim talasnim dužinama, npr. 543 nm (zeleno), 594 nm (žuto) i 633 nm (crveno). 
Njegova pouzdanost, mala težina i dobar kvalitet konstrukcije čine ga pogodnim za razvrstavanje i analitičke svrhe.
Helijum-kadmijski laser
Helij-kadmijumski (HeCd) kao jedan iz klase gasnih lasera koriste helijum u kombinaciji sa metalom koji isparava na relativno niskoj temperaturi. Slab je i ima nisku efikasnost (< 0.05%) i mali izlaz od oko 50 mV i 150 mV na dve glavne linije 325 nm i 442 nm.
Eksimerski laser
Godine 1971. otkriven je prvi eksimerski laser, koji radi uz pomoć ksenonskog dimera (Kse2) koji je pobuđen elektronskim snopom da bi proizveo stimulisanu emisiju na talasnoj dužini 172 nm. Eksimer je kratak oblik izraza „pobuđeni dimeri". Neki molekuli, kao što su halogenidi retkih gasova (ArF, KrF, KseCl, KseF), stabilni su samo u svojim pobuđenim stanjima, a ne u svom osnovnom stanju. Laserski medijum se sastoji od takvih molekula u puferu (helijum ili neon). Oni imaju nisku efikasnost (%2%), daju kratke impulse (10–100 ns) i emitiraju u UV oblasti. Tipične talasne dužine su 193 nm (ArF), 249 nm (KrF), 308 nm (KseCl) i 351 nm (KseF). 
Penetracija zračenja na ovim talasnim dužinama u tkivima je niska, što čini lasere pogodnim za mnoge hirurške primene. UV zračenje, naročito na 193 i 249 nm, može jonizovati molekule u tkivu, razbiti veze i dovesti do abrazivnih reakcija. Visoka energija (prosječna snaga do 200 V) i kratki impulsi su
odličan za ovo uključujući i neke aplikacije u polje oftalmologije [28,29]. Zbog visokog kvanta i energetski niske prosečne stope fluence  ovi laseri mogu    da seku bez grejanja,  pa se, oni ponekad nazivaju „hladni laseri".
Hidrogen ﬂuoridni laser
Ovi tipovi lasera se nazivaju hemijskim laserom, jer se generišu inverzijom iz egzotermnih hemijskih reakcija između slobodnog fluora i vodonika da bi se proizveo pobuđeni vodonik fluor. 
Izlazi od više od 100 V mogu se dobiti u modusima nanosekundnih impulsa. Tokom rada troše SF6, O2, He i H2 i generiše zračenje u području talasne dužine 2.6–3.0 µm. Zbog toga su interesantne za hirurške zahvate kao i njemu slični tipovi CO2 i CO laseri.

### Čvrstotelni laseri
Čvrstotelni laseri imaju jezgro napravljeno od kristala ili amorfnog materijala, često u obliku cilindra. Ogledala mogu biti izvedena kao tanki srebreni filmovi napareni na krajeve ovog cilindra. Na taj način on čini lasersku šupljinu. Pobuđivanje atoma od kojeg se sastoji jezgro se obično vrši nekim intenzivnim izvorom svetla. U tu svrhu se često koriste ksenonske bljeskalice, a u novije vrieme LED diode, ili poluprovodnički laseri, čime se povećava energetska efikasnost. Prvi laser koji je davao vidljivu svjetlost je bio rubinski laser, koji koristi jezgro od rubina kao izvor zračenja. Rubinski laser daje crvenu svetlost talasne dužine 694.3 nm. Danas se često koristi Nd:YAG laser, koji za jezgro ima itrijum aluminijum granat (YAG), dopiranog atomima neodijuma. Nd:YAG laser daje infracrveno zračenje.

### Hemijski laseri
Određene hemijske reakcije mogu proizvesti molekule u pobuđenom stanju. Hemijski laseri koriste takve reakcije kako bi se postigla inverzija naseljenosti. Primer je fluorovodonični laser koji koristi reakciju vodonika i fluora, za proizvodnju fluorovodonika u pobuđenom stanju. Laserski zrak nastaje u reakciskoj komori, u koju stalno dotiču reaktanti, a produkti izlaze napolje. Na taj način je postignuta inverzija naseljenosti, jer je u reakcijskoj komori stalno prisutno više pobuđenih molekula od onih u osnovnom stanju. Ovakvi laseri mogu postići jako veliku snagu u kontinualnom modu. Jedna vrsta hemijskih lasera koristi ekscimere. Ekscimer je molekul koji je stabilan samo u pobuđenom stanju. Laser se sastoji od smese gasova kroz koje se narine visoki napon, slično kao kod gasnih lasera. Električna struja stvara mnoštvo iona i pobuđenih atoma u laserskoj šupljini, koji mogu reagovati i stvoriti ekscimer. Nakon što ekscimer doživi laserski prelaz, on se raspada jer ne može postojati u osnovnom stanju. To je i razlog inverzije naseljenost u ovom laserskom medijumu.

### Poluprovodnički laseri
Poluprovodnički laser predstavlja laser malih dimenzija proizveden od poluprovodničkih materijala, izveden na različitim strukturama kao što su kvantna jama, kvantna žica ili kvantna tačka. Najjednostavniju strukturu ima diodni poluprovodnički laser, kod koga na n-strani višak elektrona predstavlja nosioce struje, dok na p-strani prevladavaju šupljine koje predstavljaju nedostatak elektrona. Kad se na p stranu primeni pozitivan napon, a na n-stranu negativan, elektroni i šupljine se kreću jedni prema drugima. Čestice se sretnu u ultratankom prostoru koji se naziva kvantna jama, gde se vrši rekombinacija elektrona i šupljina pri čemu dolazi do emisije fotona. Ako su krajevi diode ujedno i visokoreflektirajuća ogledala dolazi do laserskog efekta, emitovanja istovrsnih koherentnih fotona. Energija fotona (boja svjetlosti) određena je svojstvima poluvodičkog spoja, iznosom energijskog procepa (engl. band-gap). Npr. za lasere na GaAs taj energijski procep iznosi oko 1,45 eV, što odgovara emisiji fotona talasne dužine 885 nm. Plavi laser je pojam (sintagma) koji označava poluvodičke lasere u području 400-450 nm, a čije bi ostvarenje predstavlja značajan napredak u razvoju laserskih displeja i povećanju kapaciteta optičkih memorija.

### Laseri na bojama
Laseri na bojama koriste određena organska jedinjenja, koja služe kao aktivni laserski medijum. Molekuli, za razliku od atoma imaju trakast spektar, koji se sastoje od mnogo spektralnih linija. Kod ovih jedinjenja, energetskim nivoima se može manipulisati (električnim poljem, magnetskim poljem, temperaturom ...). Na taj način je moguće podesiti laser za rad na odgovarajućoj talasnoj dužini. Pobuda molekula se obavlja pomoću nekog drugog lasera.

### Laseri na slobodnim elektronima
Laseri na slobodnim elektronima koriste snop relativističkih elektrona koji prolazi kroz magnetsko polje koje naizmenično menja smer duž puta elektrona. U normalnim okolnostima, relativistički elektroni, koji prolaze kroz magnetsko polje emituju sinhrotronsko zračenje. Kod lasera sa slobodnim elektronima, put koji elektroni prolaze između naizmeničo postavljenih magneta se stavlja u lasersku šupljinu, tako da fotoni, koji su uhvaćeni između ogledala, izazivaju stimulisanu emisiju slobodnih elektrona u magnetnom polju, kao i kod elektrona u pobuđenim atomima. Laseri na slobodnim elektronima se mogu podešavati promenom gustine rasporeda magneta, jačine njihovog magnetnog polja i promenom energije elektrona. Tako da se mogu napraviti i laseri na slobodnim elektronima koji rade na talasnim dužinama koje su nedostupne klasičnim laserima, jer ne postoji pogodan laserski medijum koji bi mogao proizvesti svetlost zadate talasne dužine. Moguće je napraviti i laser sa jako dugačkom laserskom šupljinom, bez ogledala, čiji fotoni onda ne bi trebalo da prolaze mnogo puta duž optičkog puta lasera, već bi prošli samo jedanput. Takav laser se naziva superradijantni laser. Danas se pokušava napraviti superradijantni laseri na slobodnim elektronima, koji bi radili u spektralnim područjima, u kojima ne postoje ogledala koja bi to zračenje reflektovala; npr. u rendgenskoj oblasi spektra

## Primena
I dok se u svim drugim oblasti laserske medicine koristi lasersko zračenje relativno male snage, pri čemu zračenje ne uzrokuje direktno oštećenje tkiva i ćelija živog organizma, u laserskoj hirurgiji, koristse se dovoljno snažni laseri, kojima se tokom operacija uništavaju tkiva nakon direktnog izlaganja laserskom zraku.
Osnovne indikacije upotrebe lasera u hirurgiji su:
- mikrokirurgija (posebno na oku),
- uklanjanje malih tumora,
- operacije koje zahtevaju selektivni uticaj (pigmentni mrlje, vinske mrlje, druge potkožne formacije, kao što su tetovaže),
- rekanalizacija ili stvaranje prolaznosti krvnih sudova,
- zaustavi krvarenje i operacija krvlju zasićenih organa,
- zavarivanje tkiva.
- stomatologija, lečenja karijesa, izbeljivanje zuba, zaustavljanje krvarenja itd[7]

Laserska hirurgija koristi dovoljno snažne lasere, čija gustina i snage zračenja treba da bude dovoljna da ukloni, uništi ili izazove termalnu nekrozu ćelija, tkiva ili drugih struktura koje treba eliminisati. To je na polju laserske hirurgije učinilo veliki napredak u odnosu na druge oblasti laserske medicine.
Fotodinamička terapija (PDT,fotohemoterapija) je forma laserske fototerapije koja koristi netoksična, na svetlost senzitivna jedinjenja, koja se selektivno izlažu svetlosti, nakon čega ona postaju toksična za ciljne maligne i druge obolele ćelije. Potvrđeno je da PDT ima sposobnost ubijanja ćelija mikroba, uključujći bakterije, glive i viruse. Popularna je primena PDT u tretmanu akni. Ona nalazi kliničku primenu u tretiranju širokog opsega medicinksih oboljenja, uključujući starosnu makularnu degeneraciju i maligne kancere, i smatra se terapeutskom strategiji sa koja je minimalno invazivna i toksična.

## Uobičajene vrste medicinskih lasera i njihove glavne indikacije
| Oblast medicine            | Vrsta lasera                                                               | Glavne indikacije |
| -------------------------- | -------------------------------------------------------------------------- | --- |
| Dermatologija              | Pulsed dye, ruby, KTP, diode, alexandrite, argon, CO2, Nd : YAG, B excimer | - Vaskularne lezije - Benigni i maligni tumori infektivne lezije - Pigmentisane lezije i kozmetička korekcija tetoviranja             |
| Oftalmologija              | Ruby, argon, Nd : YAG, diode, excimer                                      | - Dijabetična retinopatija - Starosna degeneracija makule - Glaukom - Poremećaj rožnjače.                                             |
| Stomatologija              | Argon, KTP, HeNe, diode, Nd : YAG, ErCr : YSGG, Er : YAG, CO2              | - Karijes - Periodontitis - Inficirani korenski kanali - Priprema kaviteta - Operacija mekog tkiva - Izbeljivanje zuba                |
| Otorinolaringologija       | CO2, KTP, argon, Nd : YAG, Ho : YAG, diode                                 | - Polipi, noduli, ciste leukoplakija - Subglotična stenoza - Mreža krvnih sudova, kapilarni hemangiomi,                               |
| Gastroenterologija         | Nd : YAG, diode                                                            | - Hemostaza - Vaskularne lezije - Displazija u Barrett-ovom jednjaku - Rezanje i uklanjanje tumora - Fragmentacija kamenja u žuči     |
| Urologija                  | Pulsed dye, Ho : YAG, KTP, Nd : YAG, diode                                 | - Litotripsija - Benigna hiperplazija prostate - Tumor prostate - Tumor mokraćne bešike                                               |
| Ginekologija               | Nd : YAG, CO2, KTP, dye, diode                                             | - Spaljivanje kondilom - Leukoplakia - CIN, VIN, VAIN - Ektopična trudnoća - Dismenoreja, endometrioza ciste jajnika - Histerektomija |
| Kardiovaskularna hirurgija | Argon, excimer, Ho : YAG, CO2                                              | - Aterosklerotske lezije - Uklanjanje tromba i embolusa - Transmiokardijalna revaskularizacija - Perkutana revaskularizacija miokarda |
| Neurohirurgija             | CO2, Nd : YAG, diode, argon                                                | - Meningiomi - Akustički neurinomi - Spinalni tumouri - Metastase tumora - Vaskularne malformacije - Stereotaksična neurohirurgija    |
| Ortopedija                 | Nd : YAG, Ho : YAG                                                         | - Sečenje i ablacija mekog i/li tvrdog tkiva - Glatka hrskavica - Operacija kolena - Dekompresija lumbalnog diska                     |

## Neželjena dejstva (akcidenti)
Neželjana dejstva ili akcidenti koji mogu nastati tokom upotrebe lasesrskih uređaja uzrokovani su:
- Neadekvatnim treningom osoblja svih kategorija
- Sprovođenjem procedura bez adekvatnih kliničkih trajala
- Kvarovima u blokiranju snopa ili reflektovanog zračenja
- Neadekvatnom primenom ili odsustvom zaštitinih sredstava u opasnim situacijama
- Nepoštovanjem odobrenih standarda i radnih procedura za bezbednu radnu praksu.